# Interkosmos 17
Interkosmos 17 (Indeks COSPAR 1977-096A) – sztuczny satelita Ziemi wystrzelony w ramach programu Interkosmos.

## Misja
Interkosmos 17, wprowadzony na orbitę 24 września 1977 roku był drugim z nowego pokolenia satelitów. Początkowe parametry: nachylenie płaszczyzny orbity - 83°, czas obiegu - 94,4 min, perygeum – 468 km, apogeum - 519 km.  Na jego pokładzie zainstalowano aparaturę naukową przygotowana w Czechosłowacji, Rumunii, na Węgrzech i w ZSRR, przeznaczoną do badania rozprzestrzeniania się naładowanych i obojętnych cząsteczek promieniowania kosmicznego oraz potoków mikrometeorytów w okołoziemskiej przestrzeni kosmicznej. Uczeni czechosłowaccy, rumuńscy i węgierscy, obok uczonych radzieckich, kierowali pracą instrumentów w czasie trwania eksperymentu.